# Делфт, Якоб Виллемс Старший
Якоб Виллемс Делфт Старший или Якоб Виллемс Делфт Первый (нидерл. Jacob Willemsz Delff I; 1540 или 1545, Гауда, Южная Голландия — 5 мая 1601, Делфт) — голландский живописец и гравёр, один из ведущих портретистов эпохи Северного Возрождения, работавший в Делфте в конце XVI века.

## Биография
Якоб Виллемс Делфт был основателем известной голландской семьи художников, написал множество портретов известных личностей того времени. Происходил из Гауды, провинция Южная Голландия, и, вероятно, учился у Антониca ван Блокланта в Делфте, где в 1575 году молодой художник был принят в Гильдию Святого Луки. Спустя семь лет получил статус гражданина города.
От брака с Марией Нагель у него было трое сыновей, каждый из которых обучался у него живописному ремеслу. Старший, Корнелис Якобс (около 1571—1643), стал мастером натюрморта; второй сын, Рохус (около 1572—1617), так же, как и его отец, был портретистом; младший сын Якоб Виллемс Второй или Младший (1580—1638), известный как живописец портретного жанра, но главным образом как художник-гравёр.
Известно несколько произведений Якоба, написанных преимущественно в период 1580—1593 годов. Среди его самых известных работ — изображение офицеров стрелковой гильдии (1592) и представленный здесь автопортрет с женой Марией Нагель и тремя сыновьями. Портрет находится в коллекции Рейксмюсеума в Амстердаме.

## Галерея

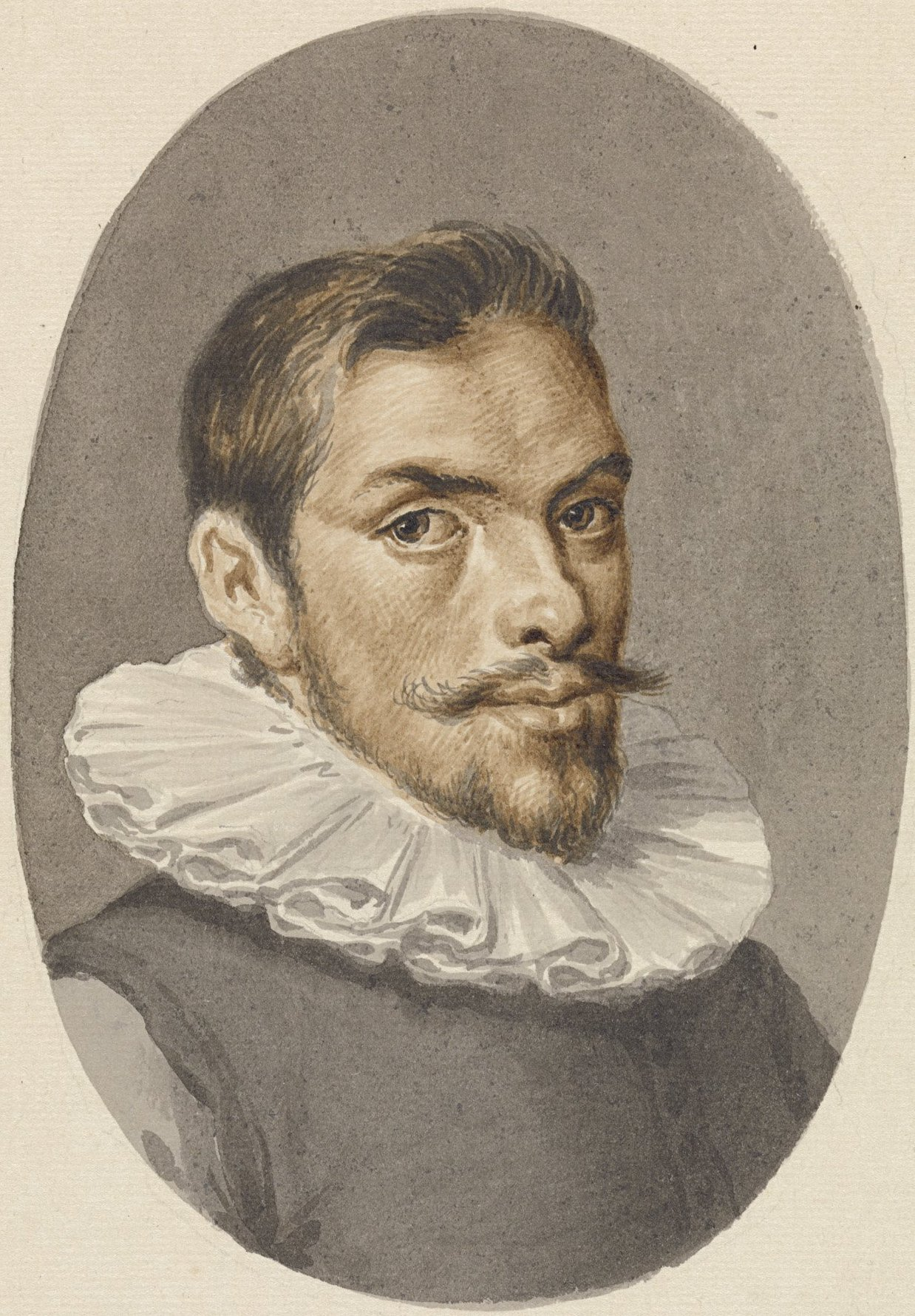
Портрет сына, Корнелиса Якобса Делфта. Ок. 1750. Бумага, акварель. Рейксмюсеум, Амстердам
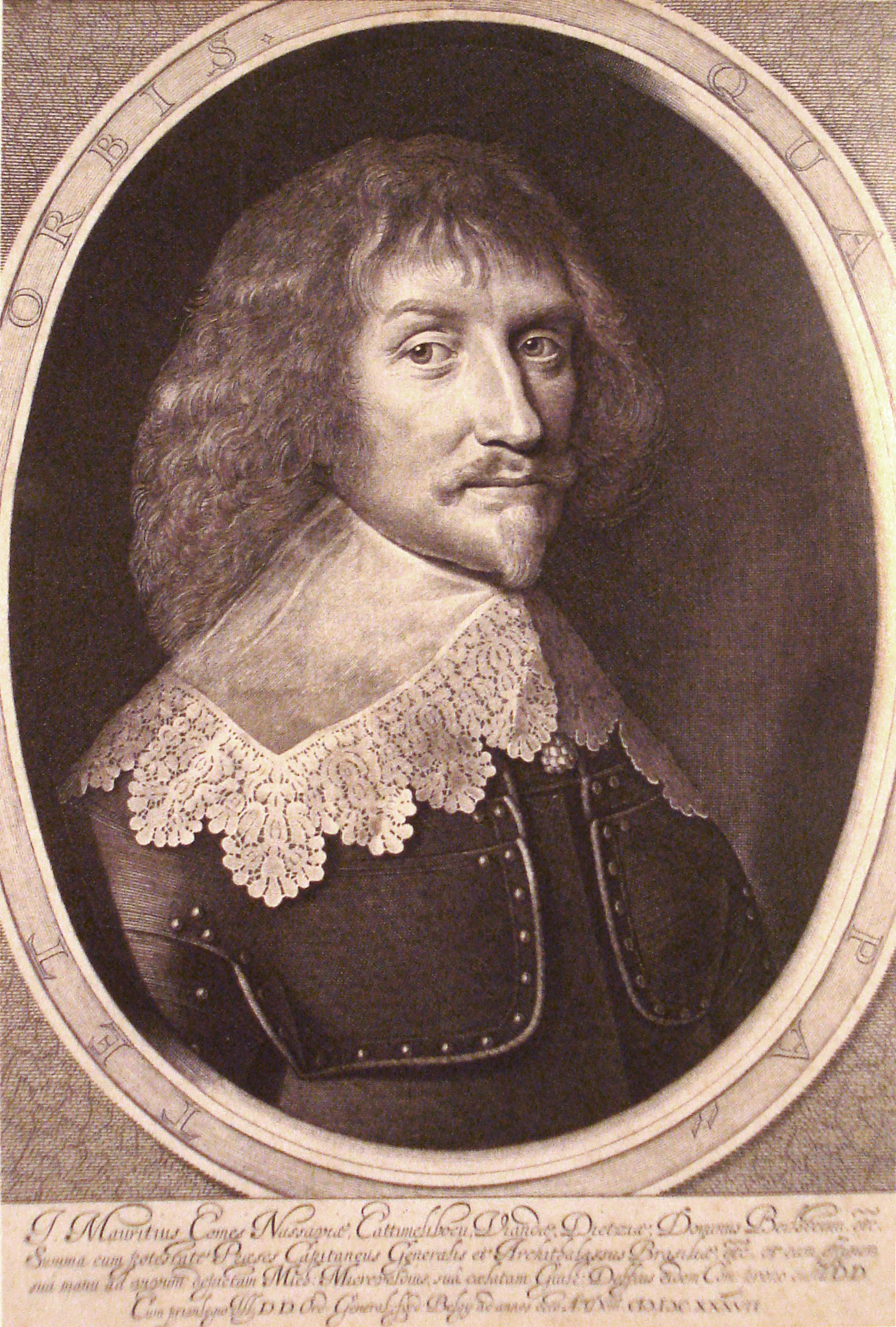
Портрет князя Иоганна Морица Нассау-Зигенского, фельдмаршала Республики Соединённых провинций. 1637. Офорт, резец. Государственный музей Пернамбуку, Бразилия
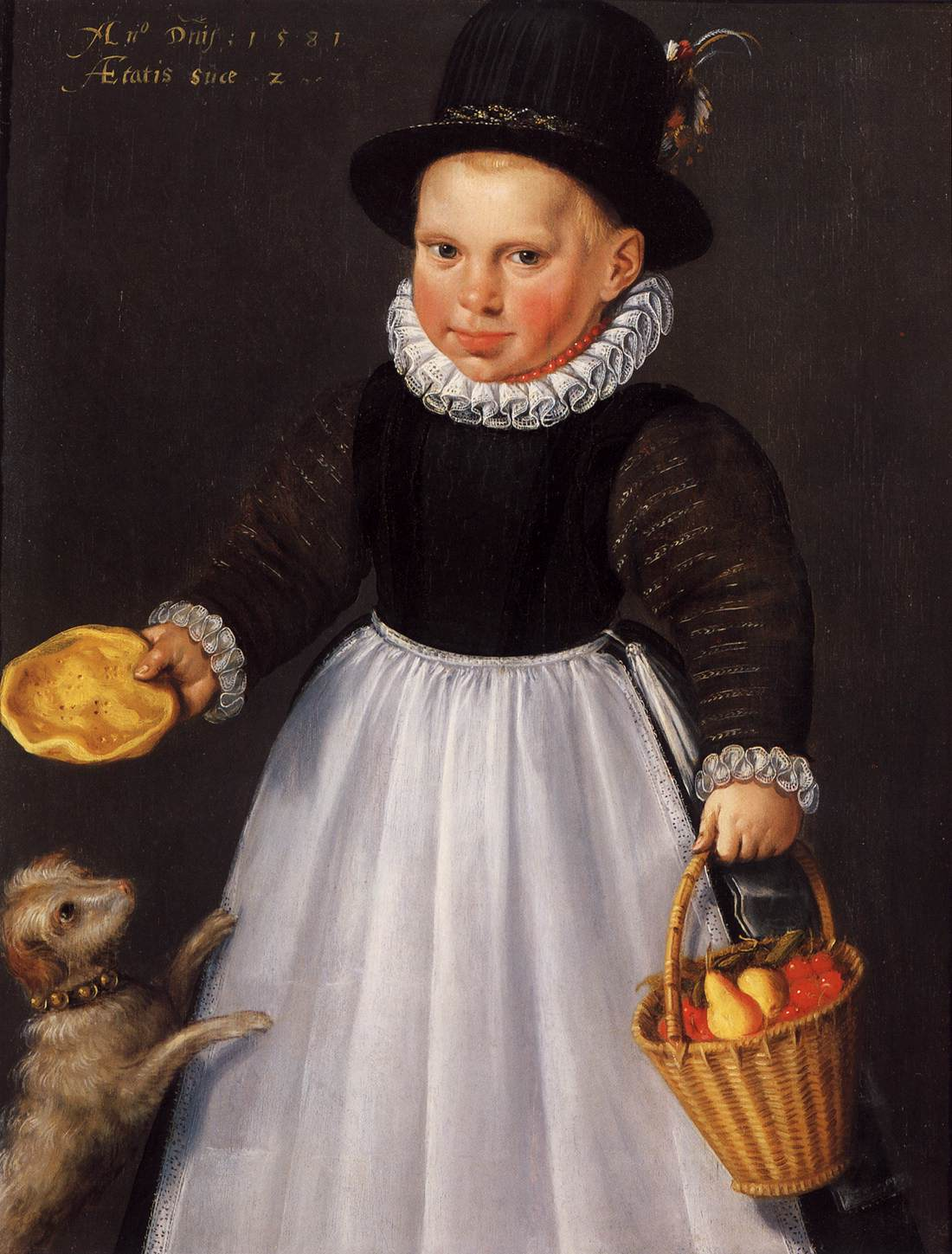
Портрет мальчика. 1581. Дерево, масло. Рейксмюсеум, Амстердам
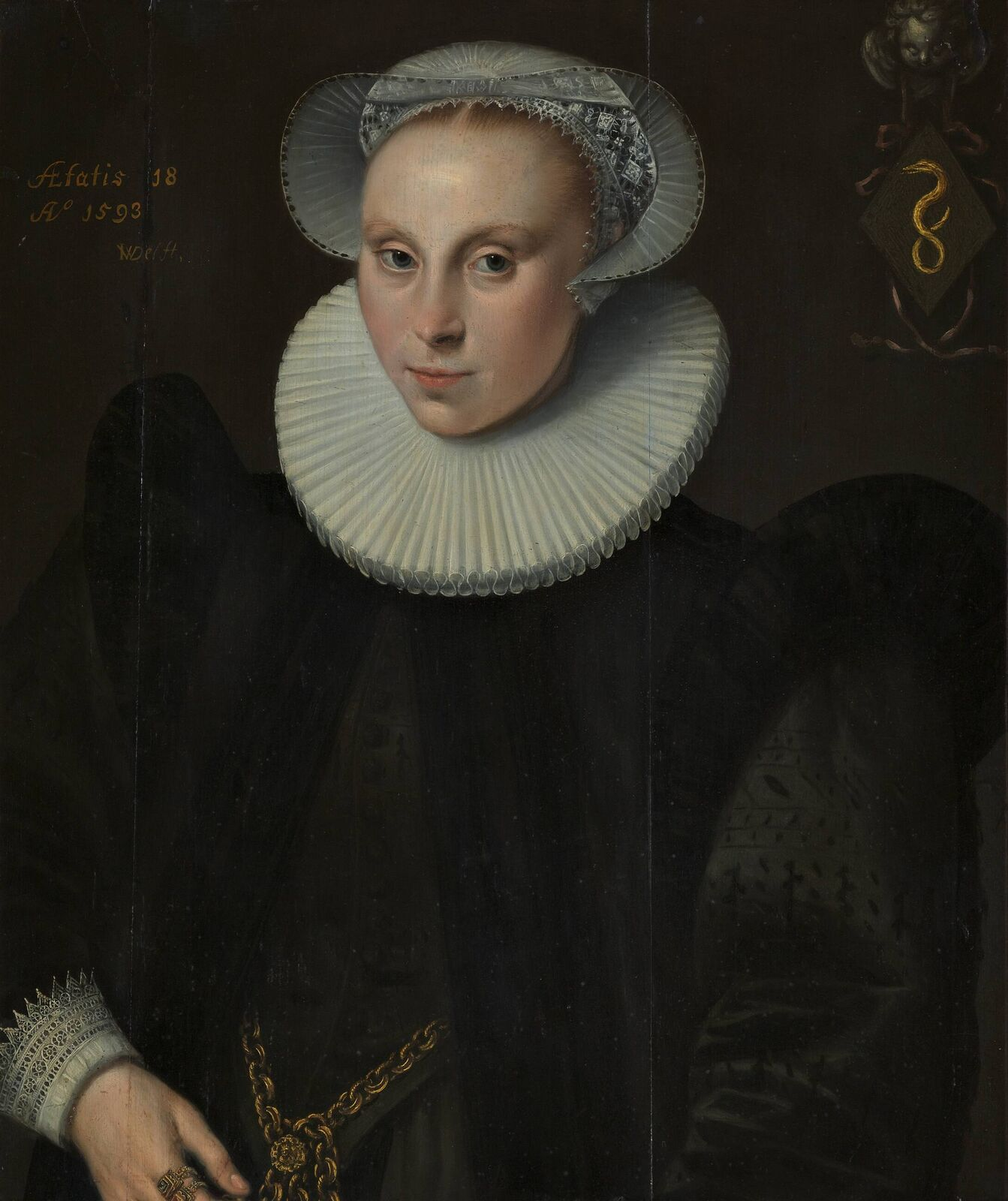
Портрет Бартье ван Адрихем. 1593. Дерево, масло. Музей Бойманса-ван Бёнингена, Роттердам
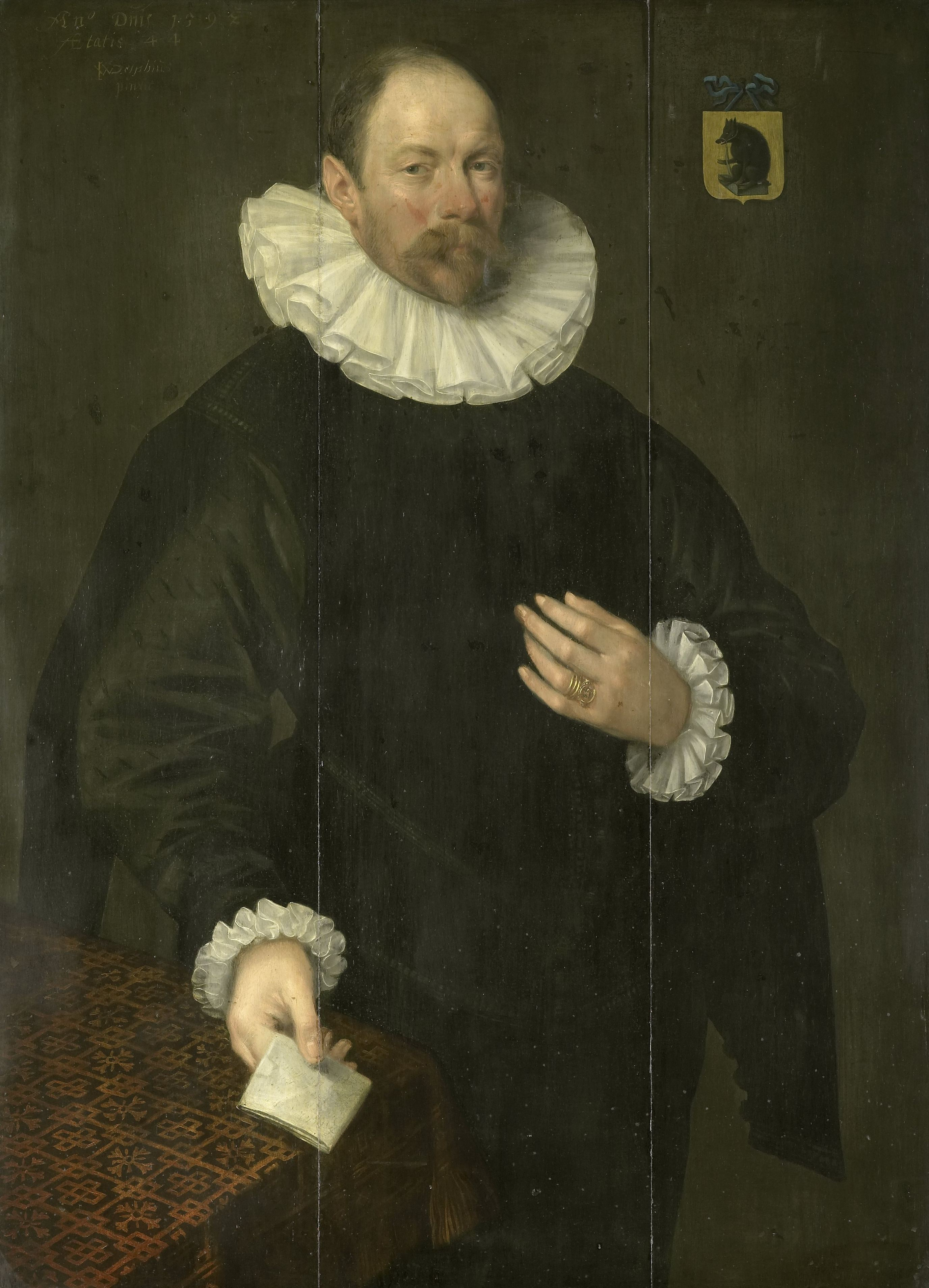
Паулус Корнелис ван Берестейн, бургомистр Делфта. 1592. Дерево, масло. Рейксмюсеум, Амстердам
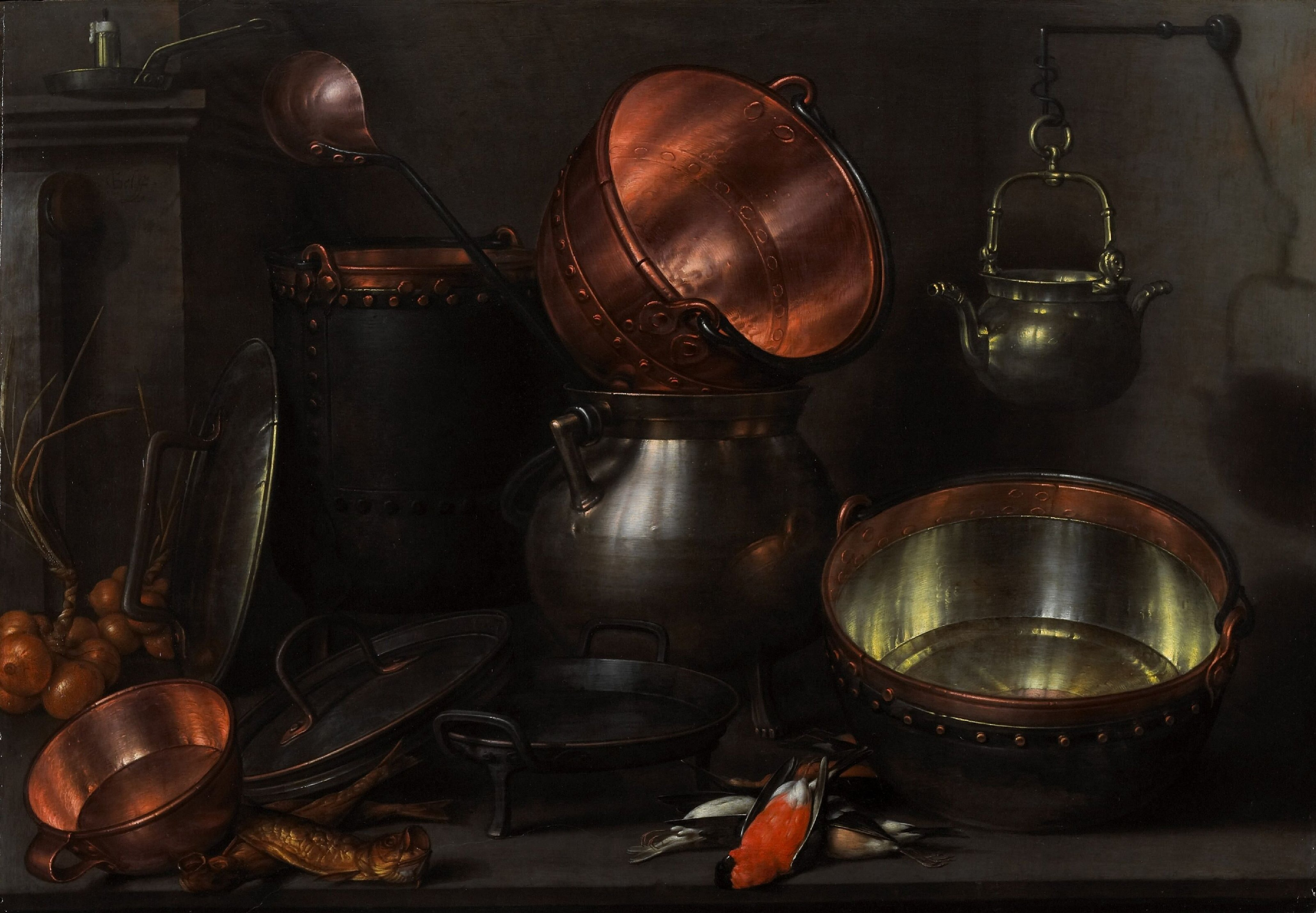
Аллегория четырёх элементов. 1600. Дерево, масло. Институт искусств, Миннеаполис, Миннесота, США